# 風水
風水是一種古代中國的傳統習俗和術數，其試圖憑藉墓地、屋宅的所處位置、坐向方位、布置格局，以及和周遭山、水形勢的關係，來改變個人、家族的氣運，並為宅邸、店家招來好運。
歷史上，風水廣泛用於確定墓地、住宅以及其他重要建築物，如宮殿、寺廟、書院、酒樓、飯莊、客棧、店舖的位置和方位。風水師傅就所使用的風水流派，參考當地的特徵，如山脈、水體的形勢，藉由羅盤上的星辰和指針定立方位確定吉地，並選擇下葬、動工或搬遷的良辰吉日。

## 名稱
「風水」一詞見於傳說是晉朝郭璞所作的《葬書》：「氣乘風則散，界水則止。古人聚之使不散，行之使有止，故營之風水。」，定義了風水是一種選擇地勢和方位，以藏風界水的聚氣之術。
風水術在近世又稱為「堪輿」、「青烏」、「青囊」、「相地∕相墓∕ 相宅」、「地理」等：
- 漢代雖有堪輿一詞，然當時，堪輿非指風水術，而是一種以月厭、值星與陰陽八會建立起來的擇日推占之術[2]。堪為天道（指北斗雄神「建」左行於「天」）、輿為地道（指北斗雌神「厭」右行於「地」），藉由模擬天地之道的運行，推占擇日[3]，是擇日古流派之一。此古流派逐漸失傳淹沒之後，堪輿被用來指稱風水。根據明代弘贊《梵網經菩薩戒略疏》：「謂地能載萬物如輿，故稱擇地人為堪輿也」。
- 青烏指青烏子，傳說中的風水師。
- 青囊是古代方技家、術數家存放器具的行囊，轉而代稱醫術、風水。
- 相地∕相墓∕相宅，是以風水術所相之對象稱名，即相地理、相墳墓、相屋宅。
- 地理本指山川土地的環境形勢，風水術盛行後成為風水代稱之一。

和風水有關的尚有「陰陽」 和「形法」二詞。前者來自《詩·公劉》：「相其陰陽，觀其流泉」（調查其亮處和暗處，勘查其水源），後人因此將公劉視為風水起源之一，也用陰陽來代稱風水。然陰陽一詞指涉甚廣，因此高度仰賴語境決定，如陳著〈見山說〉：「世業陰陽地理」，此處陰陽即是指看風水， 《唐六典》：「凡陰陽雜占、吉凶悔吝，其類有九」，此處陰陽指各種陰陽五行之術數。後者來自《漢書·藝文志》的分類，稱「形法者，大舉九州之勢，以立城郭室舍；形人及六畜骨法之度數、器物之形容，以求其聲氣、貴賤、吉凶」，此分類兼有相人與相物，而非相宅相地之專名。

## 歷史
在夏商周三代的上古中國社會應當就有為城鎮及村落选址、建設宮殿，以及尋找喪葬處的地理勘查活動，如《詩經》記載：“笃公刘，既溥既长。既景乃冈，相其阴阳，观其流泉。其军三单，度其隰原。彻田为粮，度其夕阳。豳居允荒。”提到周人先祖公刘相土尝水，观察土地阴阳向背，勘查水源，和军民一起治理田地，种植庄稼。不過這些活動可能還尚未包含後世風水術的神秘學色彩和陰陽五行理論，至多是以卜問來確定吉凶。
相地、相宅的地理勘查活動逐漸在秦漢時與術數聯繫起來，其基本理論源自《易经》卦象、干支和陰陽五行，分为相宅与相墳。目前發現最早接近後世風水術的文獻，來自1975年湖北省雲夢縣西的睡虎地秦簡，包含《日書》二種，《日書》甲種中有〈相宅∕宅居〉一篇文字，係有關人們如何選擇居住場所之事。雖然其理論較為簡樸，但已包含近似於風水術的內容。東漢時，王充的《論衡》提到當時有「圖宅術」用「五姓五音法」選擇住所方位。唐初時，呂才稱當時風水術非常盛行， 他說：“暨近代以來，加之陰陽葬法，或選年月便近，或量墓田遠近，一事失所，禍及死生。巫者利其貨賄，莫不擅加防害，遂使《葬書》一術，乃有百二十家。各說吉凶，拘而多忌。”
在隋唐時代，相地、相宅仍用「五姓五音法」。宋朝以後，大量的風水地理書籍湧現，相地不再限於五姓五音，而變為注重山、水之形勢（看巒頭），又用風水羅盤就方位定「氣」之吉凶（看理氣）的新派別，即江西的三合派，奉楊筠松為祖師。清代時，蔣大鴻批評三合風水，因而建立起新的流派，稱為玄空風水或三元派。在住宅上，唐宋時期流行的主要是基於「五姓五音」的五姓宅法或《黃帝宅經》一類的陰陽宅法（此處是指住宅兩種不同類型的坐向為陰、陽宅）。後世流行用八卦位置評斷住宅吉凶的「八宅法」，在唐代敦煌遺書還只佔極少部份。三合派看住宅是用八卦方位加入生肖、干支、五行方位，三元派看住宅則是用屋主的生年九星搭配八卦方位。

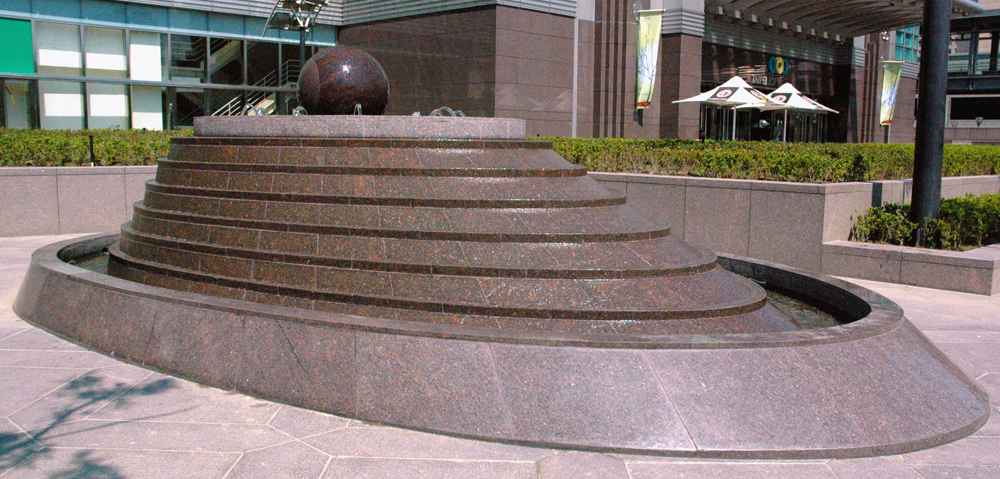
台北101前的風水球

## 理論

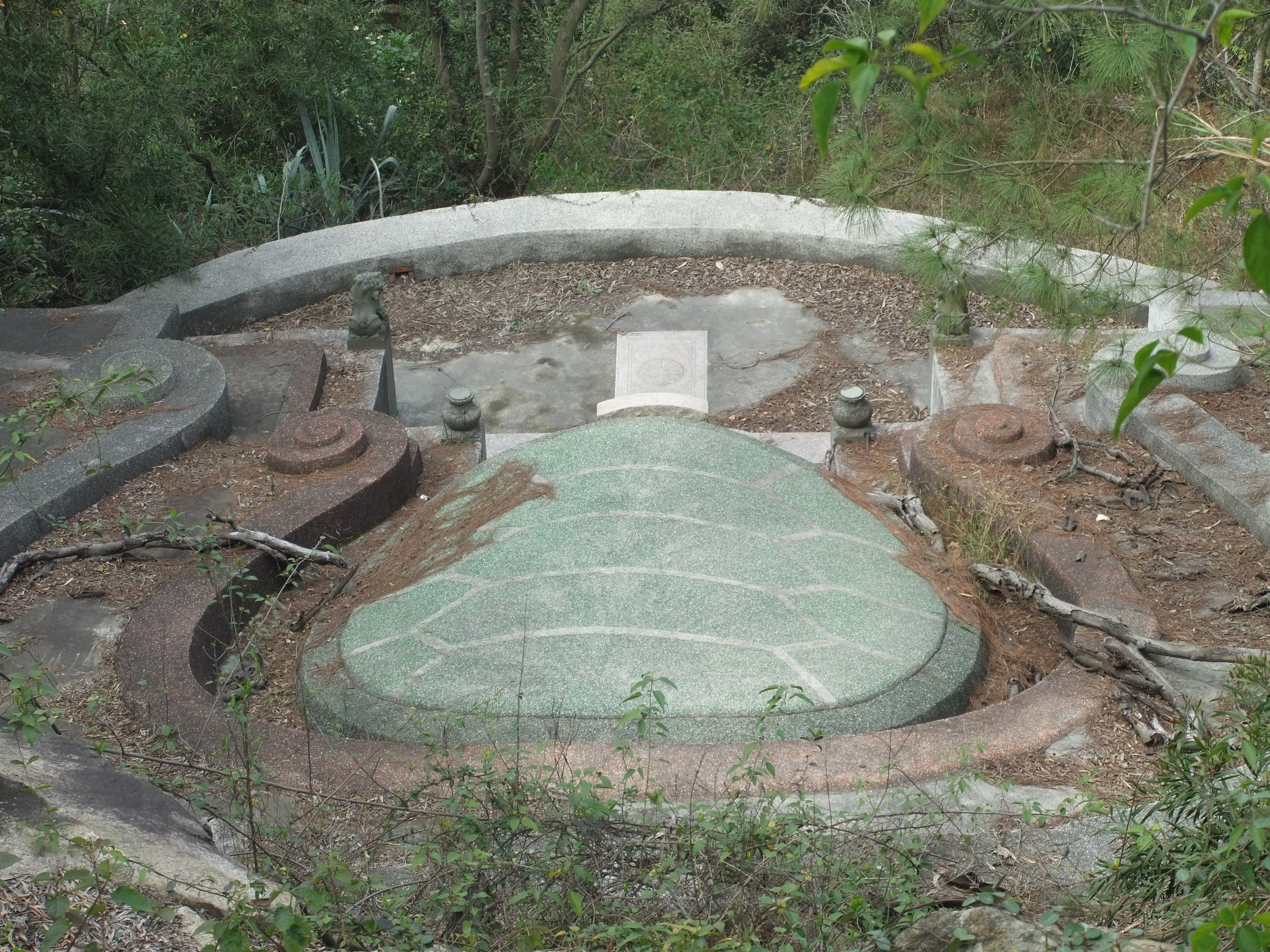
風水設計的陵墓

風水主要分為相住宅（又稱陽宅風水）及相墓地（又稱陰宅風水）。
相住宅以生人居住所或辦公廳舍為目標的風水選擇，除了房舍之外，需一併留意的選擇要件包括屋外街道與排水、門位、屋內動線、神位擺放、廚灶位置、辦公座位等等。泛指三層樓以上的建築物內的單位堪察，稱之為相住宅。當然也因罕見的地理因數而有極少部份之例外，其中牽涉墓地之高深風水原理。住宅風水只關係一戶人之興衰。
相墓地以去世親人埋葬地點為目標的風水選擇，選擇要領包括山脈走向（來龍）、水流向、穴位、埋棺深淺等，而且均需要嚴格擇日以配合先人與後人之八字，以及天上星宿、地下巒頭和有穴場的一切事物等之因數。當中竅秘一般人是不能知曉，絕大部份由古至於均是由地師口傳親授予其入室弟子，即使是父子關係沒有正式拜門都不可輕傳。只因真正的墓地風水好壞是有著可影響一族人以及其子孫興衰的力量。亦只有懂得勘察墓地之士，才會被視為是真正的風水師、勘輿學家或是「地師」。

## 流派
隋唐時代，相地、相宅的主要流派為「五姓五音法」。北宋官修的《地理新書》是隋唐風水的集大成著作，書中主要內容是五姓葬法和五姓宅法，另外還有陰陽宅法（如《黃帝宅經》一類）以及有關形勢的篇章，有極少部分的“丘延翰八卦法”是淨陰淨陽法的內容。唐代敦煌遺書中的宅經和葬書，多數是五姓宅經，其次是陰陽宅經，只有一篇是八宅經，葬書類中絕大部分都是五姓葬法的內容，在《司馬頭陀地脈訣》中除了五姓葬法外，還包含關於形勢的內容。
後來，宋代南方地區流行起看形勢的巒頭派和看方位的理氣派，成為後世風水術的主流。清人丁芮樸《風水袪惑》：“風水之術，大抵不出形勢、方位兩家。言形勢者，今謂之巒體。言方位者，今謂之理氣。唐宋時人，各有宗派授受，自立門戶，不相通用。”明代王褘《青岩叢錄》將風水擇地安墓之術，追溯自郭璞《葬書》二十篇，並稱後世分為二宗，「一曰宗廟之法（或稱為屋宇之法）。始於閩中，其源甚遠。至宋王伋乃大行。其為說主於星卦，陽山陽向，陰山陰向，不相乖錯，純取八卦五星以定生克之理。其學浙中傳之，而用之者甚鮮。一曰江西之法。肇於贛人楊筠松，曾文迪及賴大有、謝子逸輩，尤精其學。其為說主於形勢，原其所起，即其所止，以定位向，專指龍穴砂水之相配，而他拘泥在所不論。今大江以南無不遵之者」。前者即為理氣派，後者為巒頭派。
巒頭派源自江西贛州市興國縣三僚村和江西贛南地區，又稱巒頭派、巒山派、形法派、江西派、楊公風水等，可細分為大巒頭與小巒頭。大巒頭着眼于山川形勢和建筑外部自然环境的选择，主要操作方法是“相土尝水法”和“山环水抱法”。其理论是「负阴抱阳」、「山环水抱必有气」，依據「觅龙、察砂、点穴、观水」。小巒頭主张建房或选房要「背山、向阳、面水、案山好」。
理气派主张“人因宅而立，宅因人而存，人宅相扶，感應天地”。靠八卦、九星/九宫、五行、陰陽、干支、易卦，來定出吉凶。注重方位朝向和布局，選擇房屋最佳定位以及屋內動線，諸家理論不同，如三元派主要操作方法是依照元運。形法、理法、日法、符镇法是确定城市选址，建房，装潢的基本方法。主要術數為九宫八卦法”、“十二地支法”和“易卦法”。
主形勢者不看重理氣，認為「水若屈曲有情，不合星辰亦吉。山如破碎欹斜，縱合卦例何為？」（《雪心賦》），主方位者強調理氣的重要，認為「形勢麄跡，陵遷谷變，增高益下，安知其為本來面目哉！察氣之理，乘生出煞，消納控制，精義入神。」（廖瑀《地理洩天機》）。大抵來說，後世多採取形巒、理氣相輔相成的看法，如明代風水名著《人子須知》的作者徐善繼、徐善述認為「形勢審於未穴之先，先天之本體也；方位察於倒杖（立穴）之後，後天之妙用也……形勢、方位各極其趣，而地理之能事畢矣。」，清代堪輿大家姚廷鑾認為「巒頭為體，理氣為用。蓋巒頭猶人肢，五官具而成厥形，理氣如有耳目，則有聰明之德。故巒頭理氣缺一不可。」。用山水形勢之地氣論定吉凶，不取諸家理氣者，以《雪心赋辨讹正解》的作者孟浩為代表，他認為「非巒頭之外又有理氣之說」，著有〈辯論卅篇〉針對八宅、九星、三合、卦例等理氣諸說加以駁斥。
楊筠松的真作，丁芮樸認為只有《撼龍經》與《疑龍經》。這兩本著作專言巒體、形勢，因此楊筠松或許是純粹的巒頭派。不過其傳人後來也吸納理氣之說，形成江西的三合派，奉楊筠松為祖師，既注重山、水之形勢（看巒頭），又用風水羅盤就方位定「氣」之吉凶（看理氣）。三合指的是該派用的理氣之法為「地支三合」，這是把五行和地支搭配，形成金木水火四局的生、旺、墓三合。另有張九儀，其理氣雖屬三合家，於水法用賴布衣《催官篇》的天星水法，砂法運用亦與宗楊之三合家不同，後人稱為三合天星派。清代時，蔣大鴻、沈竹礽、張心言等 ，建立起新的理氣流派，稱為玄空風水或三元派。三元派之名來自該派的三元九運之說，玄空一詞來自《天玉經》、《青囊奧語》的玄空卦。玄空風水主要分為玄空飛星派、玄空大卦派，前者是按九宮飛星圖排列九星定吉凶，後者是依照卦氣、卦運論斷吉凶。另有乾坤國寶（龍門八局）派，民國初年時楊藏華在臺灣傳出《三元地理乾坤國寶》，看先後天的八卦方位論斷吉凶，其「推靈氣算地運秘訣」，用三元九運之說。三合派、天星派、三元派/玄空風水、乾坤國寶派為現今風水術的主要派別。
另外還有用石敢當、八卦鏡等石、鏡鎮宅，用物品布置出八卦陣，用符籙避邪化煞，或懸掛「天官賜福」吉祥圖等各種祭祀和符籙之法，這些皆是風水師化煞催吉的手段，依附於各流派之中。

## 用語
1. 龍；即龍脈、氣脈，為山脈的龍勢。
2. 穴；即穴星，龍脈於山之結穴處，地氣藏蓄之所。
3. 砂；穴星附近山林草木之形勢。
4. 水；穴星附近的溪水、河流、湖泊等水體。
5. 向；就方位定吉凶。

## 風水的當代應用

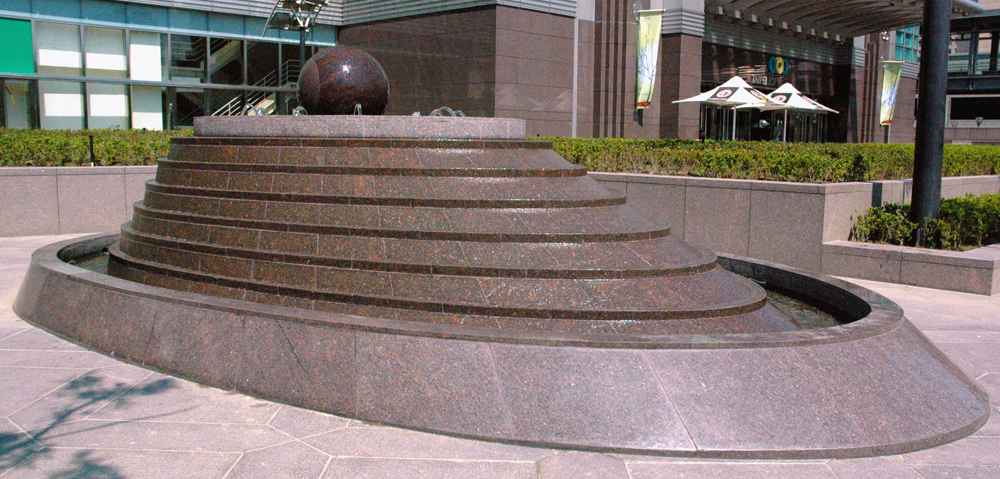
台灣台北101的現代風水噴泉

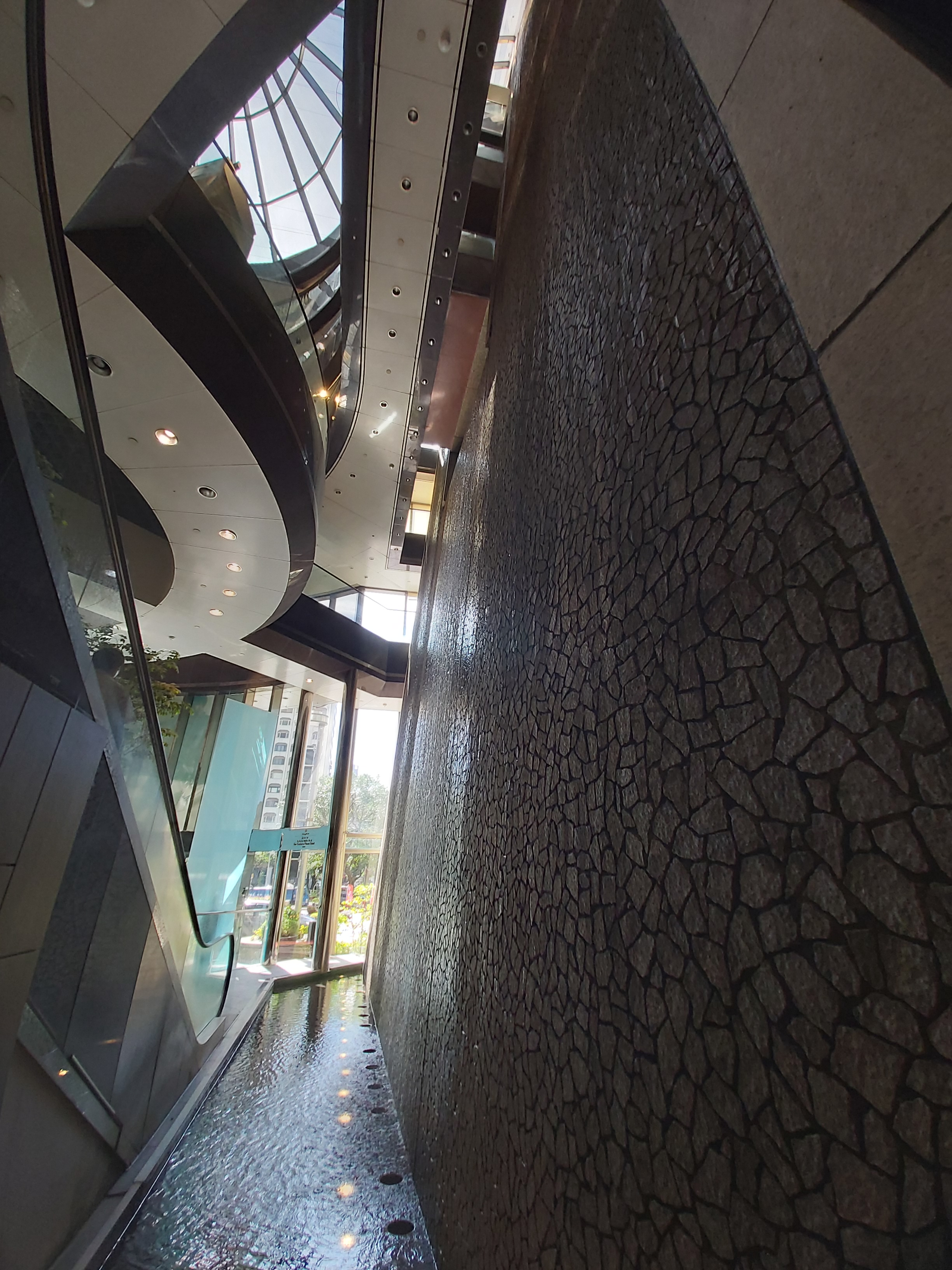
台灣台北遠企中心大廳水幕牆

在1972年理查·尼克松訪問中華人民共和國後，風水實踐在美國變得流行。批評家警告稱其科學有效性的聲稱被證明是虛假的，這些實踐屬於偽科學。其他人指責風水被新時代企業家重新包裝和商業化， 或擔心傳統理論在翻譯中失去了正確的考慮，遭到了不贊同或輕視。
儘管如此，風水仍然找到了許多用途。景觀生態學家通常視傳統風水為一個有趣的研究對象。 在許多情況下，唯一剩下的亞洲古老森林是“風水林”， 這些地方與文化遺產、歷史連續性和各種動植物物種的保護相關。 一些研究人員將這些林地的存在解釋為“健康住所”， 傳統風水的可持續性和環境組成部分不應輕易忽視。 環境科學家和景觀建築師研究了傳統風水及其方法論。 建築師研究風水作為一種亞洲建築傳統。 地理學家分析了幫助在加拿大不列顛哥倫比亞省的維多利亞市找到歷史遺址的技術和方法，以及在美國西南部的考古遺址，得出結論稱美洲原住民也考慮了天文學和地景特徵。
信徒們使用風水作為治療工具，指導他們的事業，或在家中營造寧靜的氛圍，儘管沒有實證證據顯示其有效性。 特別是他們在臥室中使用風水，相信運用顏色和布局等多種技巧可以促進舒適和平靜的睡眠。 一些風水的使用者可能試圖獲得安全感或控制感，例如通過選擇吉利的電話號碼或有利的房屋位置。他們的動機與一些人諮詢占卜師的原因相似。
2005年，香港迪士尼樂園在建築計劃中將主門轉了十二度，承認風水是中國文化的重要組成部分。這是迪士尼幻想工程建築和設計策劃師趙蔚儒建議的措施之一。 在新加坡理工學院和其他機構，專業人士包括工程師、建築師、房地產經紀人和室內設計師，每年都會修讀風水和卜卦課程，其中一些人成為兼職或全職的風水顧問。

## 争议
由于術數风水目前无法准确的按照科学实验的方法进行验证，術數风水存在争议，主流科學界把風水定性為一門「偽科學」。

### 支持
支持风水的人认为风水是一門經驗法則，大部分的推斷都是從經驗中去證實，但未得出科學的因果規律，然后以此經驗造福人群。他们认为，风水是中华文化的哲學的应用部分，是中華传统文化之一，对世界的影响已经受到重新的关注，特别是华人聚居的地方。美国城市规划师凱文·林區在《都市意象》称“风水是一门前途无量的学问。”
南宋理學家朱熹相信風水，常請教其門人蔡元定。朱熹认为：“卜其宅兆，卜其地之美惡。地之美則神靈安，其子孫盛。”赵与时《宾退录》，記載朱熹和宾客谈论风水的话：“冀州好一风水：云中诸山，来龙也；岱岳，青龙也；华山，白虎也；嵩山，案也；淮南诸山，案外山也。”。
支持者認為风水理论是综合自然科学，从民居、村镇、城市、宫殿、陵墓等的建筑过程，都会以风水乘生气和纳生气的原则营造，并运用当代建筑艺术与文化风俗意识以表现之，可说是影响深远，在世界建筑历史上独树一帜。

### 反对
反对风水学观点的人士认为風水学不是一门科学，也不是一门学科，是偽科學，其基礎來自於阴阳、五行学说的信仰，沒有實證之根據。他們认为風水信仰是迷信，阻礙了建築設計，室內設計等的發揮創意。利用這种风水作為職業的風水師，声称环境的选择会对吉凶祸福发生影响，但其理据不符合现代科学理論，風水學作出的预测亦无法被量化。在中國大陸，由於風水學曾受到過文化大革命的衝擊，風水被认为是一种迷信。
司馬光反對風水之說，認為《孝經》明言的「卜其宅兆，而安厝之」為卜地決其吉凶，而非相山崗的風水。司馬光還主張信算命者謂人出生其祿命就已固定，則風水欲改其運命則不可能，兩者相互矛盾，而且風水之術「使人拘而多畏，至於喪葬為害尤甚」，有些人為求一個好的葬地，甚至累世不願意下葬。他也舉其自身之經歷，認為風水與運命好壞無關。
清代的李汝珍在《鏡花緣》曾言：“況善風水之人，豈無父母，若有好地，何不留為自用？如得一美地，即能發達，那通曉地理的發達曾有幾人？”
清代曾國藩不相信風水，曾說「吾祖星岡公在時，不信醫藥，不信僧巫，不信地仙（指風水師）……天下信地、信僧之人，曾見有一家不敗者乎？」。曾國藩對風水的態度經歷了由不信到熱心再到批評的轉變：早年他不信風水；1847年，他官升幾級，便開始相信並熱心於風水；1858年曾國華陣亡後，他反思自己的家史，棄信風水之說，稱「以吾所見所聞，凡已發之家，未有尋得大地者」。

## 研究書目
- 劉祥光： 〈宋代風水文化的擴展 （页面存档备份，存于） 〉
- 楊玉成：〈龍脈 （页面存档备份，存于）〉
- 瀨川昌久 著. . 錢杭 譯. 上海: 上海書店出版社. 1999.
- 劉賁. . 臺北: 進源. 2016  [2023-03-21]. ISBN 9789867864864. （原始内容存档于2023-03-21）. （页面存档备份，存于）